# 岡本幸輔
岡本 幸輔（おかもと こうすけ、1988年6月19日 - ）は、日本の声優、舞台俳優。大阪府出身。81プロデュース所属。

## 略歴
2014年にドラマティック・カンパニー10期研修生として入団。2017年にドラマティック・カンパニー準劇団員となる。
2018年5月1日付けで81プロデュースに所属し、声優活動も開始。

## 人物
趣味・特技には料理、麻雀、カラオケ、釣り、野球、物真似、早口言葉をそれぞれ挙げている。
切り絵作家の下村優介は中学校の同級生。

## 出演

### テレビアニメ
2018年
- それいけ!アンパンマン（2018年 - 2025年、ポテトン、モオさん、ヒヤリコング、コーヒーキャラメル〈2代目〉、ヤギおじさん、サボテンマン、たこやきまん〈2代目〉、卵焼き家老 〈5代目〉、ブタオ、アマグモラ〈5代目〉、ニンジンさん〈5代目〉、ホラーマン〈3代目〉 他）
- キラッとプリ☆チャン（2018年 - 2019年、サラリーマン、トラックドライバー）

2019年
- ファンタシースターオンライン2 エピソード・オラクル（乗員、アークス）

2020年
- 22/7（店長、都の父）
- ドロヘドロ（店員、ウェイター、宮本、バーテン、学生）
- ドラえもん（テレビ朝日版第2期）（2020年 - 2022年、審判、おじいさん、下士官、アナウンサー）

2021年
- 約束のネバーランド（追手鬼）
- バック・アロウ（ウォルストン手下B、国境警備兵、村人、リュート兵）
- IDOLY PRIDE（観客A、記者A）
- 回復術士のやり直し（狂牛族）
- クレヨンしんちゃん（漫才師A）
- SCARLET NEXUS（部下C）
- 名探偵コナン（2021年 - 2024年、保坂頼光、レポーター、男性）
- 吸血鬼すぐ死ぬ（ジョンファンクラブC）

2022年
- オリエント（役人、竜造寺武士団団員、見物人、長尾為国） - 2シリーズ
- デリシャスパーティ♡プリキュア（店員）
- リーマンズクラブ（顧問〈高校時代〉）
- 骸骨騎士様、只今異世界へお出掛け中（襲撃者）
- リコリス・リコイル（オペレーター、作業員、DAオペレーター、スタッフ）
- うたわれるもの 二人の白皇（イズルハ兵、シャッホロ兵、ヤマト兵、オンカミヤムカイ僧、トゥスクルの民 他）
- 不滅のあなたへ（村長）
- 妖怪ウォッチ♪（店員）
- 新米錬金術師の店舗経営（盗賊A）

2023年
- 人間不信の冒険者たちが世界を救うようです（教師）
- ヴィンランド・サガ（客人、給仕、奉公人、従士、農民 他）
- デッドマウント・デスプレイ（回収屋）
- 女神のカフェテラス（不破の孫）
- 贄姫と獣の王（魚竜兵）
- まめきちまめこニートの日常（TV音声、マンザイ）
- ゾン100〜ゾンビになるまでにしたい100のこと〜（アナウンサー）
- Helck（魔王、魔族、エリーユ人、男、兵士 他）
- MIX MEISEI STORY 2ND SEASON 〜二度目の夏、空の向こうへ〜（戸賀兄）
- キボウノチカラ〜オトナプリキュア'23〜（高校生）
- 『ヒプノシスマイク-Division Rap Battle-』Rhyme Anima +（客）
- 君のことが大大大大大好きな100人の彼女（ビジネスマンB）
- アンデッドアンラック（乗客）
- 盾の勇者の成り上がり Season3（刺客）
- アイドルマスター ミリオンライブ！（スタッフ）

2024年
- 外科医エリーゼ（乗客男、貴族B）
- 薬屋のひとりごと（2024年 - 2025年、武官、男） - 2シリーズ
- 結婚指輪物語（兵士）
- 狼と香辛料 MERCHANT MEETS THE WISE WOLF（刺客）
- 声優ラジオのウラオモテ（スタッフ、常連客、男性ファン、男子生徒、男性声優）
- 終末トレインどこへいく?（スーツゾンビ、ゾンビ）
- ゆるキャン△ SEASON3（警備員）
- 2.5次元の誘惑（司会者）

2025年
- マジック・メイカー 〜異世界魔法の作り方〜（冒険者、兵士）
- トリリオンゲーム（漫才師）
- 宇宙人ムームー（店員）
- ある魔女が死ぬまで（島民）
- ガチアクタ（使徒）

### 劇場アニメ
- 映画 えんとつ町のプペル（2020年、トッポ）
- それいけ!アンパンマン ドロリンとバケ〜るカーニバル（2022年、こどもオバケ）
- それいけ!アンパンマン　ロボリィとぽかぽかプレゼント（2023年、ロボ・バイキンマン）
- それいけ!アンパンマン ばいきんまんとえほんのルルン（2024年、モックリ）
- 名探偵コナン 隻眼の残像（2025年、守衛）
- それいけ!アンパンマン　チャポンのヒーロー! (2025年、ホラーマン)
- ヴァージン・パンク Clockwork Girl（2025年、医師[19]）

### OVA
- ストライク・ザ・ブラッド 消えた聖槍篇（2020年、部下）

### Webアニメ
- 日本沈没2020（2020年、避難民B、自衛隊員男）
- 爆丸ジオガンライジング（2021年、ラママン）
- アイドルランドプリパラ（2022年、男子）
- TIGER & BUNNY 2（2022年、教師）
- 君に届け 3RD SEASON（2024年、安藤啓介、千鶴の父）

### ゲーム
- ロマンシング サガ2 リベンジオブザセブン（2024年、ハムバ[20]）

### BLCD
- みだらな猫は爪を隠す（2020年、ミケネコ便ドライバー[21]）

### 吹き替え

#### 映画
- アイリッシュ・ウィッシュ
- 雨とあなたの物語
- ある日どこかで（フロント係[22]）※BSテレ東版
- いつかはマイ・ベイビー（クエイザー〈リリックス・ボーン〉）
- インディ・ジョーンズと運命のダイヤル[23]
- X-MEN:ダーク・フェニックス（NASA職員(1)[24]）
- オールド（グレッグ〈ダニエル・アイソン〉）
- 神さま聞いてる? これが私の生きる道?!（ハーブ〈ベニー・サフディ〉[25]）
- 消えない罪
- キング（グレイ）
- キングスマン:ファースト・エージェント（アトキンズ英陸軍曹長〈ロバート・アラマヨ〉[26]）
- 刑事ジョン・ルーサー: フォールン・サン
- ザ・ラスト・マーセナリー[27]
- ジェントルメン（マシュー〈ジェレミー・ストロング〉[28]）
- 白雪姫[29]
- スピードトラップ（ミオドラグ・ラドンジック）
- セクスタプレッツ -オレって六つ子だったの?-（エリス医師〈ジェイソン・グレアム〉）
- ターミネーター:ニュー・フェイト（フラッコ〈フェラン・フェルナンデス〉[30]）
- デンジャー・クロース 極限着弾
- ナイル殺人事件（シド〈アダム・ガルシア〉）
- パーフェクト・デート（リース〈ザック・スタイナー〉）
- ファザーフッド
- ファンタスティック4:ファースト・ステップ[31]
- フォールガイ[32]
- 武道実務官
- ブラック・ウィドウ（テレビ男1[33]）
- 密航者
- ラスト・フル・メジャー 知られざる英雄の真実（ジミー・バー〈ピーター・フォンダ〉[34]）
- ランボー ラスト・ブラッド（隊長2）※劇場公開版
- Work It 〜輝けわたし!〜
- ワイルド・スピード（ミューズ[35]）※ザ・シネマ版
- ワウンズ: 呪われたメッセージ

#### ドラマ
- イカゲーム
- 今、私たちの学校は…
- ヴィンチェンツォ[36]
- クイーンズ・ギャンビット
- 激情のコロッセオ 死にゆく者たち
- ナルコス:メキシコ編（職員、DEA局員2）
- リベリオン（スタージス）

#### アニメ
- きかんしゃトーマス（トップハム・ハット卿、いたずら貨車、トレイニアック）
  - きかんしゃトーマス めざせ!夢のチャンピオンカップ（トップハム・ハット卿）
  - きかんしゃトーマス 大冒険!ルックアウトマウンテンとひみつのトンネル（トップハム・ハット卿、いたずら貨車）
  - きかんしゃトーマス ぼくのたいせつなともだち（トップハム・ハット卿[37]）
- ギガントサウルス（アーチー[38]）
- 時光代理人 -LINK CLICK-（部員、学生、警官）
- ドラゴンズドグマ
- トランスフォーマー アーススパーク（ブルーノ、ドラマー[39]、黄色シャツの男[40]）
- バズ・ライトイヤー[41]
- 百妖譜（料理人、町の男、屋台の店主）
- ミニオンの月世界[42]
- モンスターズ・ワーク（ショックス・ファン、ボブ・ピーターソン）
- 烈火澆愁（李 / リー）

### テレビ番組
- 天才てれびくんhello（電空住人の声）

### 舞台
- 「十一ぴきのネコ」（2015年3月5日 - 8日、アトリエ エイティワン[43]） - にゃん作老人 役
- 「恋の片道切符」（2015年12月1日 - 6日、ザ・ポケット[44]） - 京極光太郎 役
- 「八月のシャハラザード」（2016年3月3日 - 6日、アトリエ エイティワン） - 川本五郎 役
- 「マザーズ・イン・ヘヴン」(2016年10月18日 - 23日、ザ・ポケット） - 池田太一 役
- 「ママゾンビ」（2017年3月2日 - 5日、アトリエ エイティワン[45]） - 勝呂史郎 役
- 「湯花と鯉口」（2017年10月4日 - 9日、シアターサンモール[46]） - 宇野哲也 役
- 「怪談・にせ皿屋敷」（2018年3月8日 - 11日、アトリエ エイティワン[47]） - 青山播磨 役
- 弘兼憲史・四季のドラマ オーディオコミックシアター「黄昏流星群」 Vol.3（2019年2月13日、eplus LIVING ROOM CAFÉ&DINING）[48]
- 「十二人の怒れる男」（2019年2月28日 - 3月3日、アトリエ エイティワン[49]）

### オーディオブック
- 夏へのトンネル、さよならの出口（2019年[50]）
- 魔法医師の診療記録（2020年、ノエル・ブームソン ほか[51]）
- 元将軍のアンデッドナイト（2020年、ジェルマン ほか[52]）
- 魔王です。女勇者の母親と再婚したので、女勇者が義理の娘になりました。（2020年、バインディ ほか[53]）
- 先日助けていただいたNPCです 〜年上な奴隷エルフの恩返し〜（2021年、男性モブ[54]）

### デジタルコミック
- ヒーローくんに恋してるっ!（2020年、パパ[55]）

### シリーズ一覧
1. ↑  第1クール「安芸旅立ち編」（2022年）、第2クール「淡路島激闘編」（2022年）
2. ↑  第1期（2024年）、第2期（2025年）